# 全国革命运动

全国革命运动标志

全国革命运动（法語：Mouvement national de la révolution，缩写为MNR）是刚果共和国历史上的一个政党。1964年6月29日—7月6日，该党召开代表大会，宣布成立，创始人是时任刚果共和国总统阿方斯·马桑巴-代巴。1964年7月20日，根据《第25-65号法》，该党被确立为刚果共和国唯一合法政党，之前存在的其他政党被要求并入该党。该党采用科学社会主义作为其意识形态基础。安布罗伊斯·努马扎拉耶是该党的第一书记。1969年12月29日，该党改组为刚果劳动党。